# بيرسي أوستن
بيرسي أوستن (بالإنجليزية: Percy Austin)‏ (1 يوليو 1903 بواتفورد في المملكة المتحدة - 15 أغسطس 1961 بسانت ألبانز في المملكة المتحدة) هو لاعب كرة قدم بريطاني (وحمل سابقاً جنسية المملكة المتحدة لبريطانيا العظمى وأيرلندا) في مركز الهجوم. لعب مع توتنهام هوتسبير وFarnham United Breweries F.C. ‏.